# Masdevallia lynniana
Masdevallia lynniana är en orkidéart som beskrevs av Carlyle August Luer. Masdevallia lynniana ingår i släktet Masdevallia och familjen orkidéer. Inga underarter finns listade i Catalogue of Life.